# 钝齿铁角蕨
钝齿铁角蕨（学名：Asplenium subvarians）为铁角蕨科铁角蕨属下的一个种。

## 扩展阅读
- 維基物種上的相關：钝齿铁角蕨